# Andrea Amati
Andrea Amati (1505 i Cremona, Italien - 26. december 1577 i Cremona, Italien) var en violin-bygger.